# Seifula Magomédov
Seifula Seférovich Magomédov –en ruso, Сейфула Сеферович Магомедов– (Majachkalá, 15 de mayo de 1983) es un deportista ruso que compitió en taekwondo. Ganó tres medallas de bronce en el Campeonato Mundial de Taekwondo entre los años 2001 y 2011, y siete medallas en el Campeonato Europeo de Taekwondo entre los años 2002 y 2012.

## Palmarés internacional
| Campeonato Mundial | Campeonato Mundial       | Campeonato Mundial | Campeonato Mundial |
| Año                | Lugar                    | Medalla            | Categoría          |
| ------------------ | ------------------------ | ------------------ | ------------------ |
| 2001               | Jeju (Corea del Sur)     | Medalla de bronce  | –58 kg             |
| 2005               | Madrid (España)          | Medalla de bronce  | –54 kg             |
| 2011               | Gyeongju (Corea del Sur) | Medalla de bronce  | –54 kg             |
| Campeonato Europeo |                          |                    |                    |
| Año                | Lugar                    | Medalla            | Categoría          |
| 2002               | Samsun (Turquía)         | Medalla de bronce  | –54 kg             |
| 2004               | Lillehammer (Noruega)    | Medalla de plata   | –54 kg             |
| 2005               | Riga (Letonia)           | Medalla de bronce  | –54 kg             |
| 2006               | Bonn (Alemania)          | Medalla de oro     | –54 kg             |
| 2008               | Roma (Italia)            | Medalla de oro     | –54 kg             |
| 2010               | San Petersburgo (Rusia)  | Medalla de oro     | –54 kg             |
| 2012               | Mánchester (Reino Unido) | Medalla de oro     | –54 kg             |